# Typhlodromus gopali
Typhlodromus gopali är en spindeldjursart som beskrevs av Gupta 1969. Typhlodromus gopali ingår i släktet Typhlodromus och familjen Phytoseiidae. Inga underarter finns listade i Catalogue of Life.